# Lispocephala mimetica
Lispocephala mimetica är en tvåvingeart som beskrevs av Hardy 1981. Lispocephala mimetica ingår i släktet Lispocephala och familjen husflugor. Inga underarter finns listade i Catalogue of Life.